# Jean d'Osta

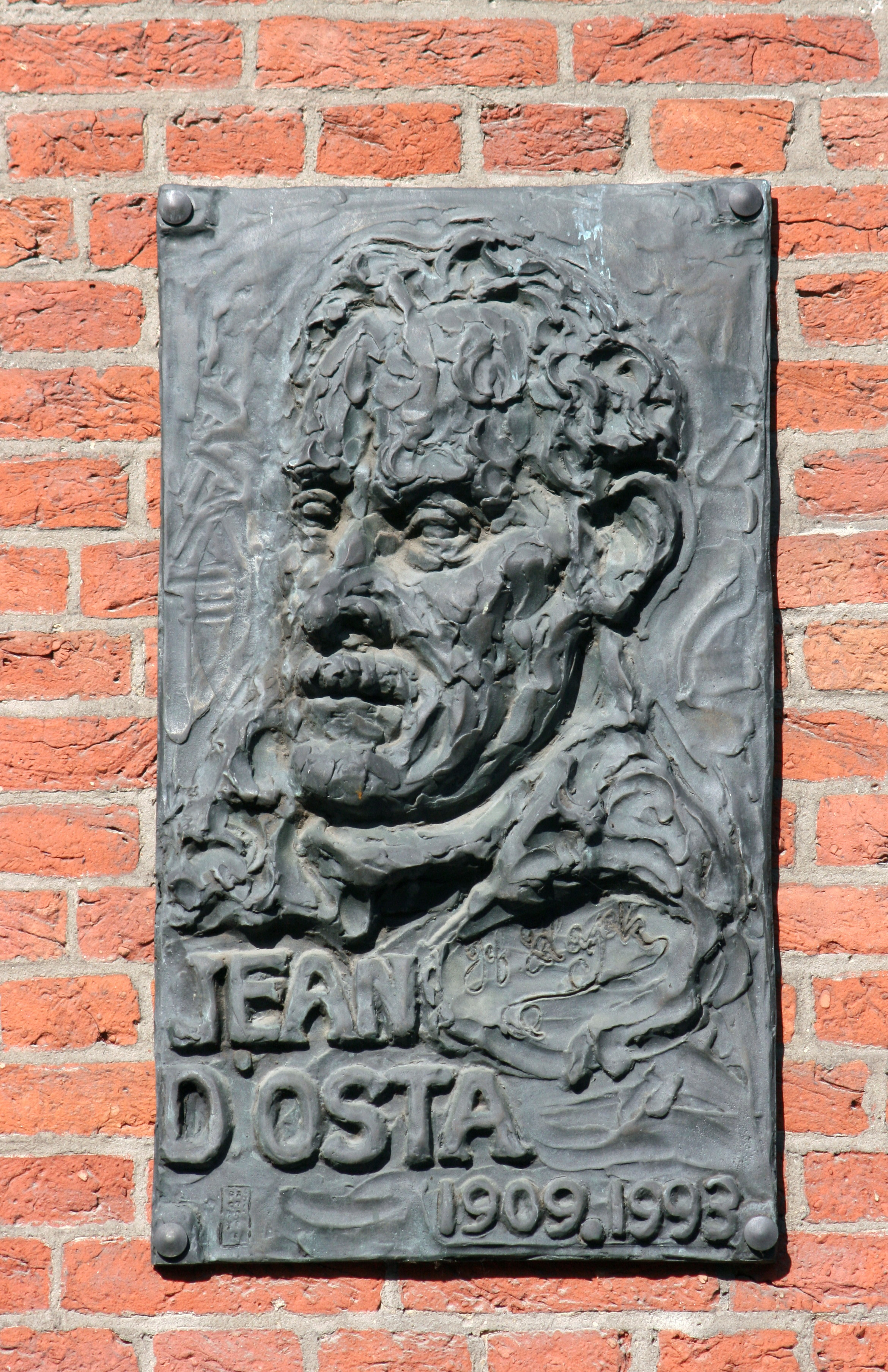
Herdenkingsplaat voor Jean d'Osta

Jean d'Osta (Brussel, 1909-1993) was een Brusselse schrijver, journalist, humorist en folklorist. Zijn echte naam was Jan van Osta, want hij was van Friese afkomst. Hij schreef vele boeken over Brussel en het Brusselse dialect. d'Osta publiceerde onder meer in Le Soir en creëerde het personage Jef Kazak, dat gedurende decennia aan bod kwam in het weekblad Pourquoi Pas? en nadien in Vlan.

## Werk
- Bruxelles inconnu (Brussel, Parijs: Pierre de Méyère), 1967.
- Encyclopédie du Kitsch (Brussel: Pierre De Meyer), 1972
- Menneke-Pis au bon vieux temps (Brussel: Libro-Sciences), 1973
- Jef Kazak, professeur de belles manières (LP met sketches), 1972
- Le Livre d’Or du Vieux Marché (Brussel: Libro-Sciences), 1973
- Bruxelles d'hier et d'aujourd'hui (Brussel: Rossel), 1976
- Notre Bruxelles oublié (Brussel: Rossel), 1977
- Bruxelles, Album de Famille (Gembloux: Duculot), 1977
- Les rues disparues de Bruxelles (Brussel: Rossel), 1979
- La Belle Époque de Bruxelles (Brussel: Libro-Sciences), 1979 - met tekeningen en aquarellen van David Aranda
- Millénaire (Brussel: Rossel), 1980
- Bob Fish détectief (Brussel: Magic Strip), 1982 - stripverhaal van Yves Chaland
- Les « Flauwskes » de Jef Kazak (Brussel: Paul Legrain), 1983
- Mémoires candides d'un Bruxellois ordinaire (Brussel: Paul Legrain), 1984
- Quand Messidor était une forêt, onuitgegeven, 1985
- Dictionnaire historique et anecdotique des rues de Bruxelles (Brussel: Paul Legrain), 1986
- Le calendrier de Jean d’Osta (Brussel: Paul Legrain), 1987
- Les histoires de Jef Kazak (Brussel: Vlan), 1987
- Dictionnaire historique des faubourgs de Bruxelles (Brussel: Paul Legrain), 1989
- Phonétique et grammaire du flamand de Bruxelles, bij de Dictionnaire du dialecte bruxellois van Louis Quiévreux (Brussel), 1985
- Mémoires de Jef Kazak (Brussel: Racine), 2002

- Bibliothèque nationale de France: cb11898376j (data)
- Gemeinsame Normdatei: 1235875199
- International Standard Name Identifier: 0000 0000 7975 4614
- Library of Congress Control Number: n81089857
- Nederlandse Thesaurus van Auteursnamen: 068558074
- Système universitaire de documentation: 026808323
- Virtual International Authority File: 54146266
- WorldCat: E39PBJgmHFFxKTp8F4QW7fcQMP